# Cheng Wen
Cheng Wen (chinesisch 程 文, Pinyin Chéng Wén; * 18. März 1992) ist ein chinesischer Hürdenläufer, der sich auf die 400-Meter-Distanz spezialisiert hat.
Bei den Weltmeisterschaften 2011 in Daegu und den Olympischen Spielen 2012 in London schied er im Vorlauf aus.
Im Jahr 2013 gewann er Silber bei den Asienmeisterschaften in Pune und siegte bei den Ostasienspielen in Tianjin. Bei den Asienspielen in Incheon holte er Bronze.
2015 erreichte er bei den Weltmeisterschaften in Peking das Halbfinale.
Seine persönliche Bestzeit von 49,28 s stellte er am 26. Juni 2011 in Fuzhou auf.